# Xã Oxford, Quận Henry, Illinois
Xã Oxford (tiếng Anh: Oxford Township) là một xã thuộc quận Henry, tiểu bang Illinois, Hoa Kỳ. Năm 2010, dân số của xã này là 1.213 người.